# LaVal-Mausohr

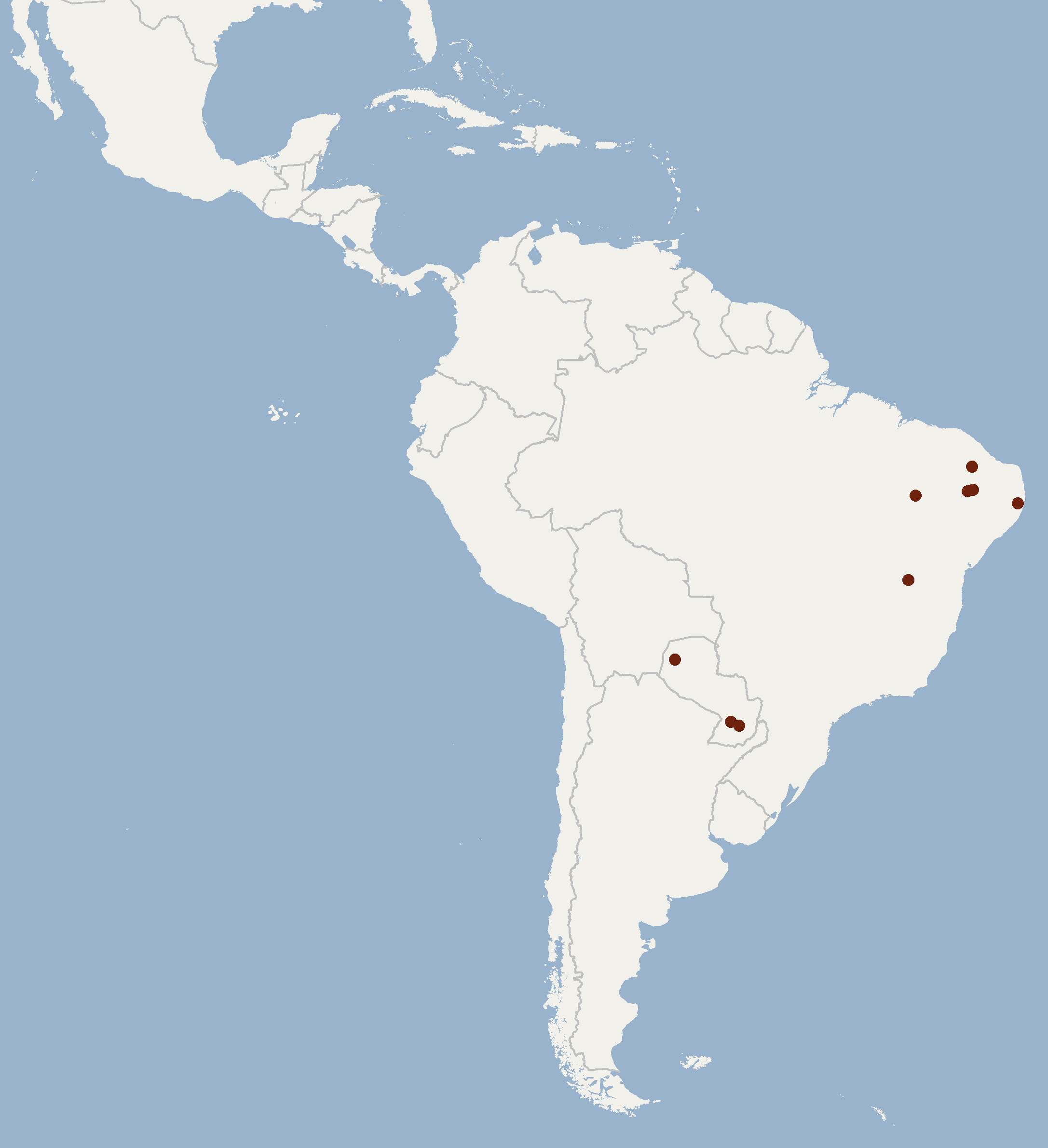
Bis 2013 bekannte Fundplätze der Art

Das LaVal-Mausohr (Myotis lavali) ist eine Fledermaus in der Gattung der Mausohren, die mit mehreren verstreuten Populationen in Südamerika vorkommt. Die Exemplare wurden bis 2011 dem Schwarzen Mausohr (Myotis nigricans) zugerechnet. Die Art ist eng mit dem Gelblichen Mausohr (Myotis levis) und mit dem Dinelli-Mausohr (Myotis dinellii) verwandt.

## Merkmale
Verglichen mit anderen Mausohren ist die Art mit einer Kopf-Rumpf-Länge von 72 bis 93 mm, einer Schwanzlänge von 31 bis 42 mm und mit einem Gewicht von 3 bis 7 g klein bis mittelgroß. Es sind 31,5 bis 37 mm lange Unterarme, Hinterfüße von 5 bis 8 mm Länge und 11 bis 14 mm lange Ohren vorhanden. Typisch sind leicht nach vorn gerichtete Ohren mit einem gebogenen Tragus, der am Ende zugespitzt ist. Die Farbe der Flughäute ist dunkel umbrabraun. Auf der Schwanzflughaut befinden sich nur wenige Haare. Die seidenweichen Haare der Oberseite sind an den Wurzeln mittelbraun und an den Spitzen hellbraun. Die Haare der Unterseite haben eine dunkelbraune Basis und hell zimtfarbene Spitzen. Populationen im östlichen Brasilien sind allgemein dunkler als Individuen aus westlichen Gebieten. Ein weiteres Kennzeichen sind lange und schmale Flügel. Die Zahnformel lautet I 2/3, C 1/1, P 3/3, M 3/3, was 38 Zähne im Gebiss ergibt. Der diploide Chromosomensatz enthält 44 Chromosomen (2n=44).

## Verbreitung
Funde von Individuen stammen aus dem östlichen Brasilien und aus Paraguay. Ein Tier wurde im Tropischen Regenwald in Argentinien entdeckt. Das LaVal-Mausohr lebt im Flach- und Hügelland zwischen 15 und 900 Meter Höhe. Das Habitat variiert zwischen der Waldregion Mata Atlântica, den Trockensavannen Gran Chaco sowie Caatinga und der Feuchtsavanne Cerrado.

## Lebensweise
Die Exemplare sind hauptsächlich in den ersten fünf Stunden nach der Dämmerung aktiv. Sie ruhen in kleinen Höhlen sowie Bergspalten und bilden kleine Gruppen mit 15 bis 20 Mitgliedern. Manchmal nutzt das LaVal-Mausohr größere Höhlen zusammen mit Glattnasen-Freischwänzen, Stummeldaumen, Bulldoggfledermäusen, Kinnblattfledermäusen oder Blattnasen. Selten liegt das zusammen mit der Großen Samtfledermaus (Molossus molossus) genutzte Versteck unter Dächern. Die Jagt auf Insekten wie Käfer, Hautflügler, Schmetterlinge, Schaben und Termiten findet über Wasserläufen und offenen Flächen statt. Die Rufe zur Echoortung sind 2 bis 8 Millisekunden lang mit 33 bis 201 Millisekunden langen Pausen. Sie beginnen bei 67 bis 77 kHz und enden bei 45 bis 52 kHz, wobei die stärkste Intensität bei 48 bis 54 kHz erreicht wird.
Vermutlich findet die Fortpflanzung mehrmals pro Jahr zu allen Jahreszeiten statt, obwohl manche Männchen im Bundesstaat Pernambuco zur Regenzeit eine höhere sexuelle Aktivität zeigten. Auch in den Trockenregionen war die Zahl der trächtigen und milchgebenden Weibchen zur Regenzeit höher.
Parasiten auf dem Fell der Fledermaus sind die Fliegen Basilia hughscotti und Basilia travassosi sowie die Schildzecke Amblyomma sculptum.

## Gefährdung
Es liegen keine Angaben zu möglichen Bedrohungen und zur Populationsgröße vor. Die IUCN listet Myotis lavali aufgrund der weiten Verbreitung als nicht gefährdet (least concern).